# 羅德高巴德湖

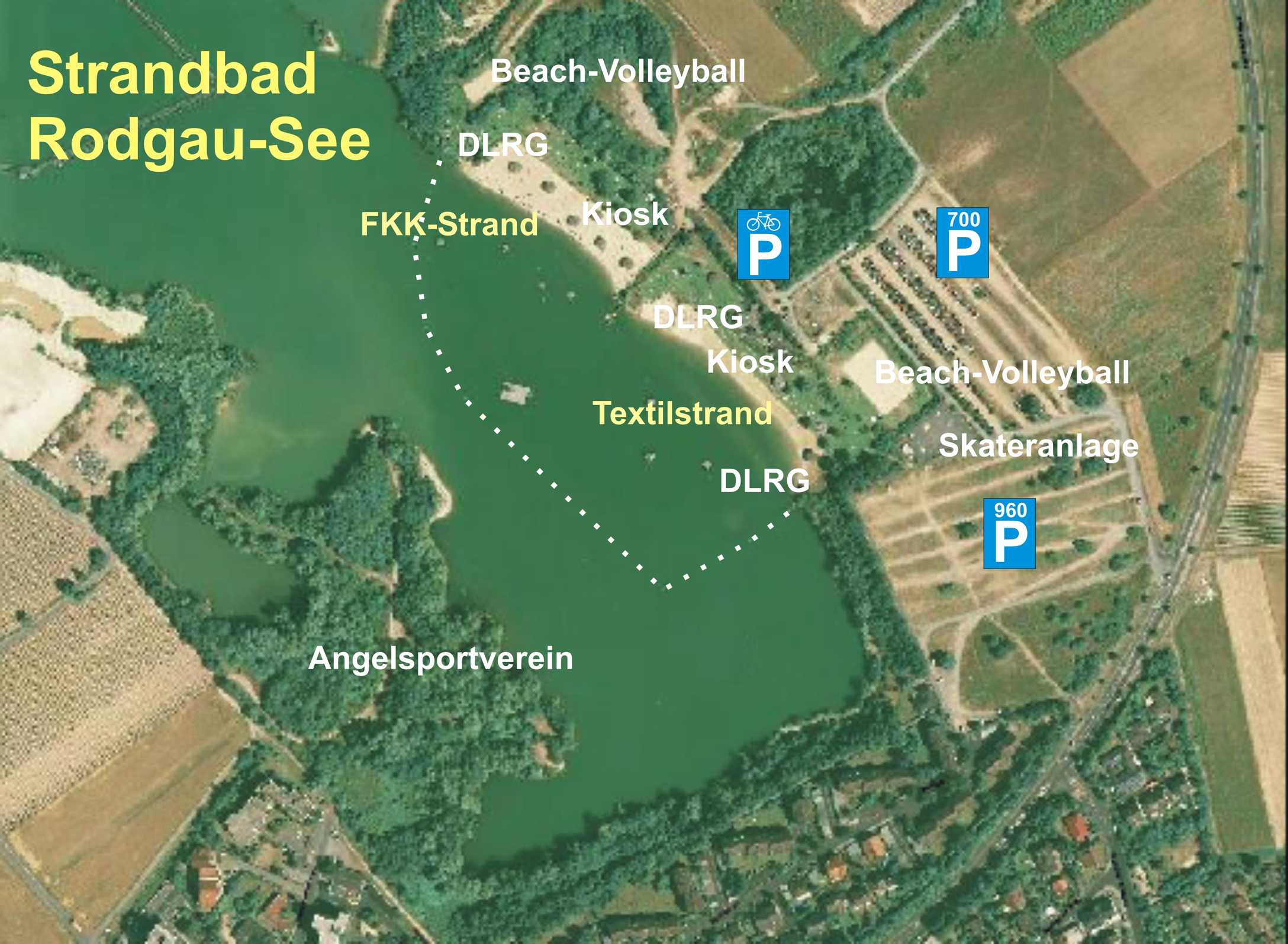

50°00′31″N 8°51′58″E / 50.0087°N 8.8661°E
羅德高巴德湖（德語：Badesee Rodgau），是德國的湖泊，位於該國中部，由黑森州負責管轄，處於羅德高，面積0.26平方公里，海拔高度130米，平均水深10米，最大水深35米。